# 겐초마에역 (효고현)
겐초마에역(일본어: 県庁前駅, けんちょうまええき 켄초마에에키[*])은 일본 효고현 고베시 주오구에 있는 철도역이다.

## 사용 가능한 철도 노선
- 서일본 여객철도(JR서일본)
  - 도카이도 본선(JR 고베 선) - 모토마치역
- 한신 전기 철도
  - 본선·고베 고속 선 - 모토마치 역
- 한큐 전철
  - 한큐 고베 고속 선 - 하나쿠마 역

※약 300미터 남쪽.
- 고베 시 교통국
  - 가이간 선 - 큐쿄류치다이마루마에 역(K02)

※약 400미터 남쪽. 그러나 공식적인 환승역은 옆에 산노미야역을 위해, 환승시 요금은 통산되지 않습니다.

## 타는 곳
2층식 승강장 2면 2선
| ■ 세이신·야마테 선 | 1 (B2F) 산노미야·신코베·다니가미 방면 |
| ■ 세이신·야마테 선 | 2 (B3F) 묘다니·세이신추오 방면        |

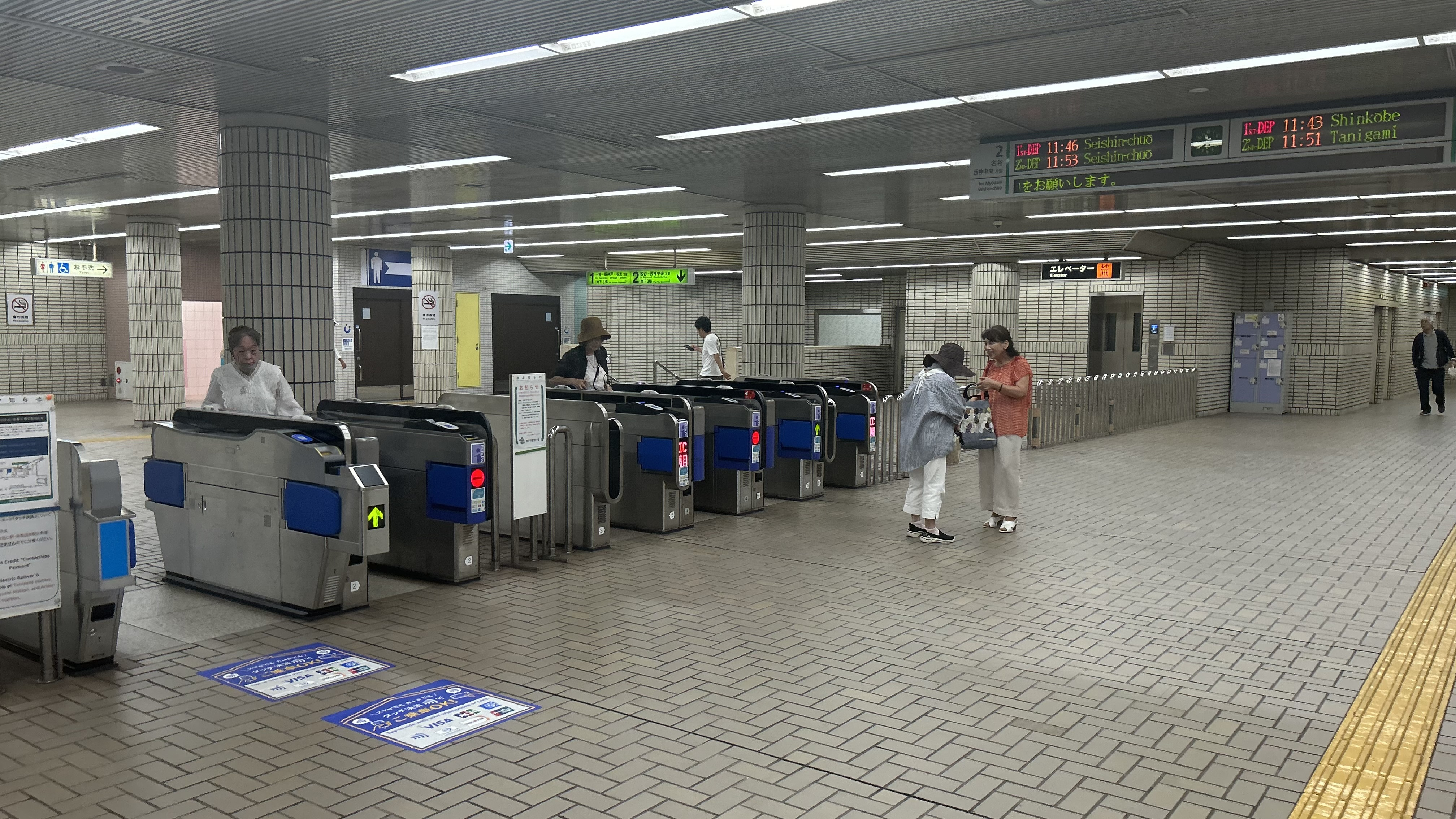
개찰구
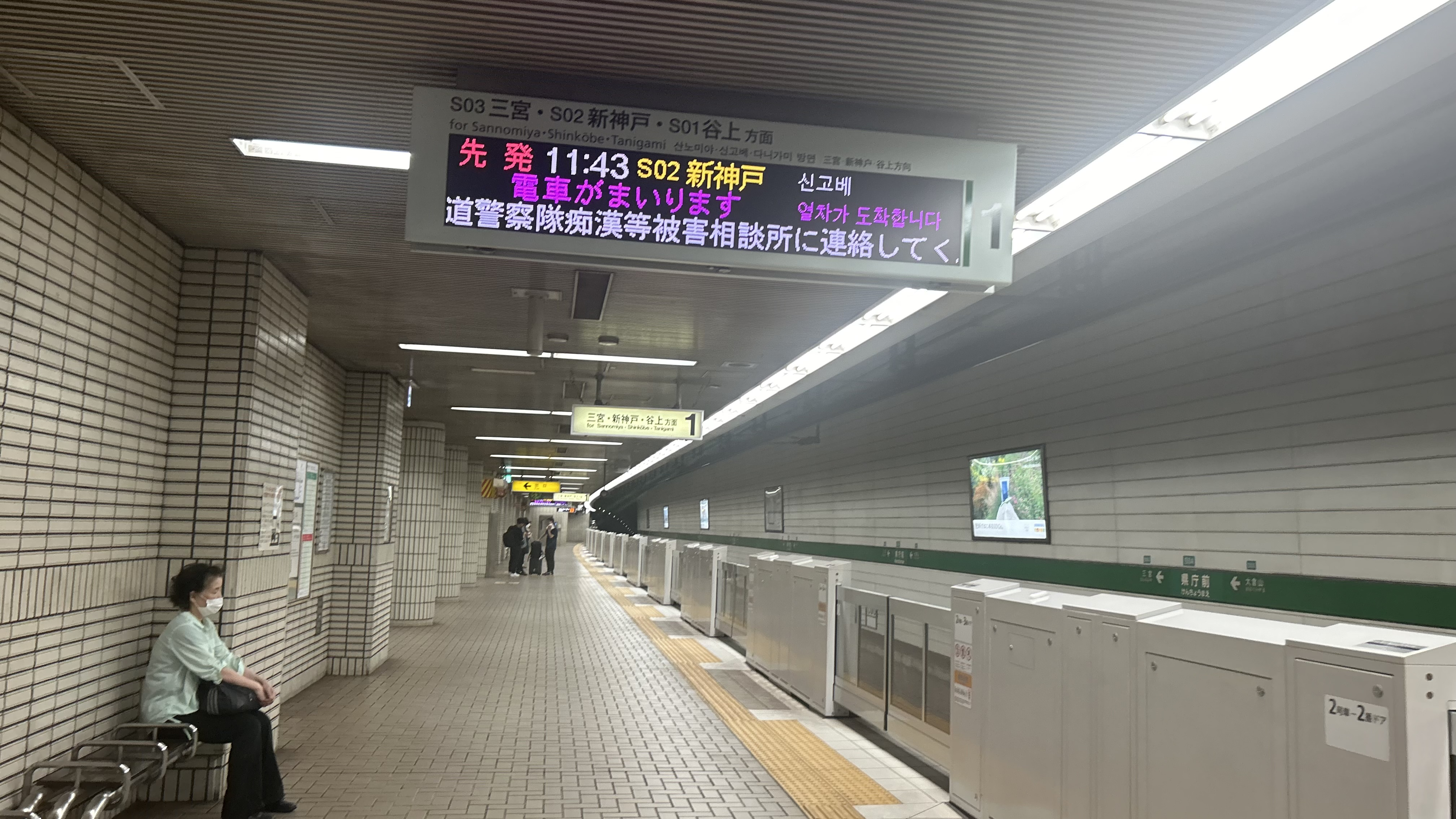
1번선 승강장
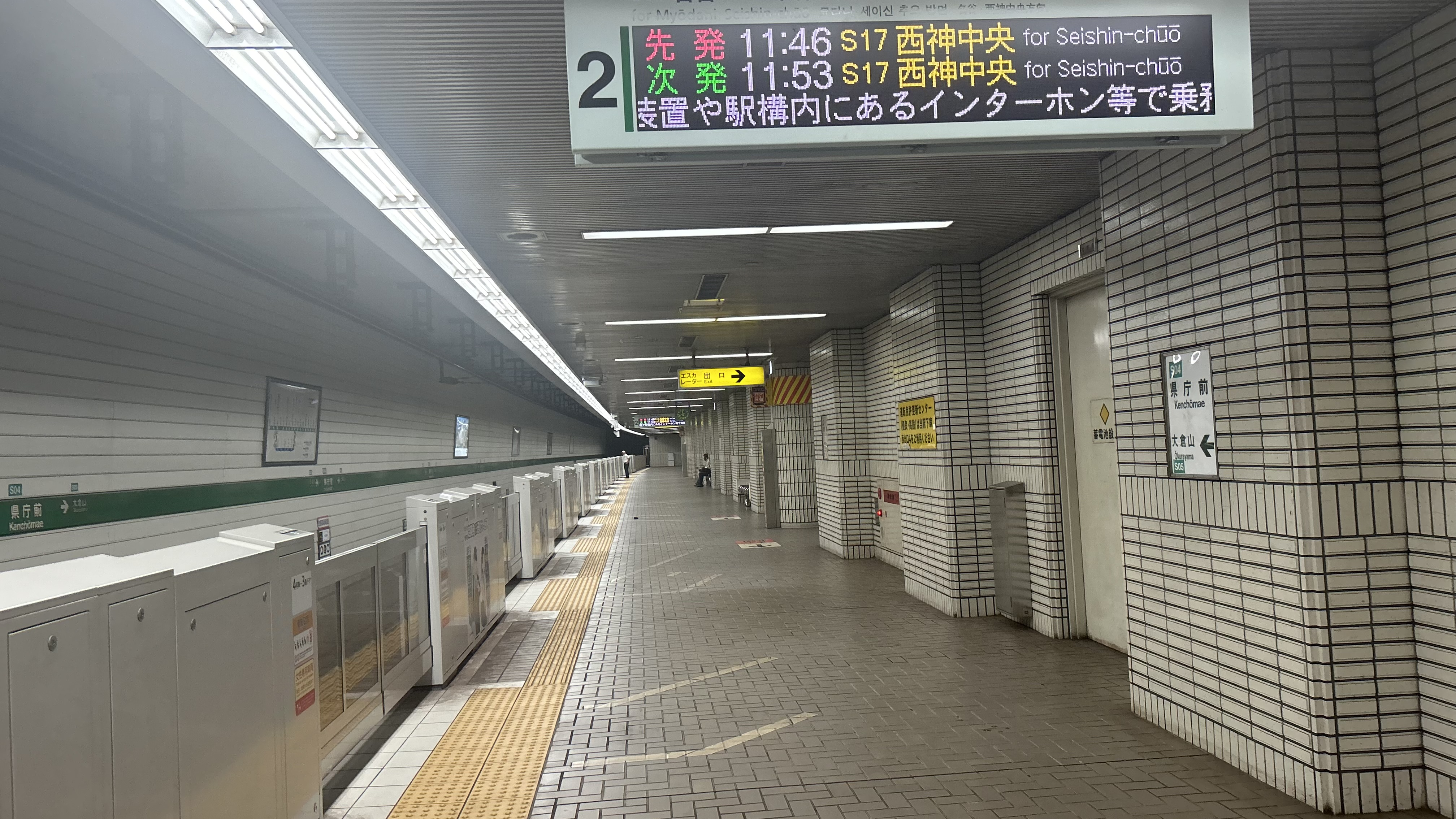
2번선 승강장

## 역사
- 1985년 6월 18일 영업 개시.

## 인접역
| 고베 시 교통국 ■ 지하철 세이신·야마테 선 | 고베 시 교통국 ■ 지하철 세이신·야마테 선 | 고베 시 교통국 ■ 지하철 세이신·야마테 선 |
| ---------------------------------------- | ---------------------------------------- | ---------------------------------------- |
| S 03 산노미야 다니가미 방면              | ■ 세이신 · 야마테 선                     | S 05 오쿠라야마 세이신추오 방면          |